# Sarong de la Paragua
Sarong
es un barrio rural  del municipio filipino de primera categoría de Bataraza perteneciente a la provincia  de Paragua en Mimaro,  Región IV-B.
En 2007 Sarong contaba con  1.460 residentes.

## Geografía
El municipio de Bataraza se encuentra situado en el extremo sur de la parte continental de la isla de Paragua,  775 kilómetros al suroeste de Manila y aproximadamente a 236 km de Puerto Princesa y a unas 5 o 6 horas de camino por tierra.
Este barrio, continetal, ocupa el centro del municipio en la costa este.
Linda al norte con los barrios de Ocayán y de Igang-Igang, en la costa frente a isla Pirata;
al sur y al este con la costa, donde se encuentra punta de la Iglesia;
al oeste con el barrio minero de Río Tuba, bahía de Ocayán.

### Demografía
El barrio  de Sarong contaba  en mayo de 2010 con una población de 1.461 habitantes.

## Historia
Formaba parte de la provincia española de  Calamianes, una de las 35 del archipiélago Filipino, en la parte llamada de Visayas. Pertenecía a la audiencia territorial  y Capitanía General de Filipinas, y en lo espiritual a la diócesis de Cebú.
En 1858 la provincia  fue dividida en dos provincias: Castilla,  Asturias y la isla de Balábac. Este barrio pasa a formar parte de la provincia de Asturias.